# Синдром Морганьи — Адамса — Стокса
Синдро́м Морга́ньи — А́дамса — Сто́кса — обморок, вызванный резким снижением сердечного выброса и ишемией мозга вследствие остро возникшего нарушения сердечного ритма (синоатриальная блокада 2 степени или полная атриовентрикулярная блокада, пароксизмальная тахикардия, фибрилляция желудочков, синдром слабости синусно-предсердного узла и др.). Назван по имени итальянца Джованни Баттиста Морганьи (1682—1771) и ирландцев Роберта Адамса (1791—1875) и Уильяма Стокса (1804-1878).

## Этиология и патогенез
Синдром Морганьи — Адамса — Стокса возникает вследствие ишемии головного мозга при внезапном уменьшении сердечного выброса, обусловленном нарушениями ритма сердца или снижением ЧСС. Причиной их могут быть желудочковая тахикардия, фибрилляция желудочков, полная АВ-блокада и преходящая асистолия.

## Клиническая картина
Приступы обычно наступают внезапно, редко продолжаются более 1—2 минуты, и, как правило, не влекут за собой неврологических осложнений. Острый инфаркт миокарда или нарушения мозгового кровообращения могут быть как причиной, так и следствием синдрома Морганьи — Адамса — Стокса.
В начале приступа больной внезапно бледнеет и теряет сознание; после восстановления сознания часто появляется выраженная гиперемия кожи. Определить причину приступов нередко позволяет амбулаторный мониторинг.

## Лечение
Если причиной синдрома являются тахиаритмии, необходимо назначить соответствующие антиаритмические препараты. Если приступы возникают вследствие брадикардии (чаще всего при полной АВ-блокаде), показана постоянная электрокардиостимуляция. Если обострение синдрома вызвано полной АВ-блокадой с медленным замещающим желудочковым ритмом, для неотложного лечения можно использовать внутривенное введение изопротеренола или адреналина с целью повышения ЧСС. Предпочтительно применять изопротеренол, так как он обладает более выраженным положительным хронотропным действием, реже вызывает желудочковые аритмии и не приводит к чрезмерному подъему АД.
Больным с длительными или повторными брадиаритмиями может потребоваться временная или постоянная электрокардиостимуляция.
Зачастую необходим полный комплекс реанимационных мероприятий, включающий в себя непрямой массаж сердца, болюсное введение 0,1% раствора адреналина , 0,1% атропина, обладающие положительным дромо-, хроно- , батмотропными эффектами. Для восстановления ритма - дефибрилляция. ЭИТ не применяется при брадикардии.